# John Flamsteed
John Flamsteed (født 14. august 1646 i Denby, død 31. december 1719 i Burstow) var en engelsk astronom.
Flamsteed var uddannet til præst, men blev ved Sacroboscos bog De sphaera ført til astronomien, kom 1670 i forbindelse med Newton i Cambridge og fik 1674 i opdrag at beregne månens kulminationstid for deraf at udlede tiden for floden; herved kom han med i den af Karl II nedsatte kommission til bedømmelse af den af Le Sieur de Saint-Pierre i forslag bragte metode til bestemmelse af længden til søs ved månedistancer. Da Flamsteed stærkt hævdede nødvendigheden af nyere stjernekataloger og bedre månetabeller, gav dette stødet til grundlæggelsen af observatoriet i Greenwich. I 1675, hvis første direktør Flamsteed blev med titlen Astronomer Royal. Samme år trådte han ind i den gejstlige stand og blev præst i Burstow i Surrey. Lige til sin død arbejdede Flamsteed ivrig mod det stillede mål, først med de simple instrumenter, han havde benyttet i Derby, fra 1689 med en efter hans forslag konstrueret murkvadrant. 
Resultatet af hans talrige observationer er nedlagt i den første moderne stjernekatalog Historia coelestis britannica og Atlas coelestis (1729 med 25 kort, og 1753 med 28 kort, af Fortin besørget en mindre udgave, 1776). Flamsteeds øvrige mindre arbejder er trykte i Philosophical Transactions of the Royal Society.